# 陳懐
陳 懐（ちん かい、生年不詳 - 1449年）は、明代の軍人。本貫は廬州合肥県。

## 生涯
父の職を嗣いで真定副千戸となった。永楽初年、功を重ねて都指揮僉事となった。1406年（永楽4年）、ベトナムの胡朝に対する遠征に従軍した。都指揮使に進み、山西都司事をつとめた。1409年（永楽7年）、張輔に従ってベトナムの陳頠を討った。1410年（永楽8年）、都督費瓛に従って涼州の虎保の反乱を討ち、功績を挙げた。1424年（永楽22年）9月、陳懐は都指揮使として梁銘とともに寧夏に駐屯した。12月、右軍都督同知に進んだ。
1426年（宣徳元年）7月、陳懐は征西将軍となった。10月、寧夏参将となった。ときにベトナムで明軍がたびたび敗戦していたため、宣徳帝は松潘の軍に命じてベトナムに援軍に向かわせようとしたが、松潘の将士たちは出征を渋った。千戸の銭宏らはベトナムに進発しない説明として、チベット系諸族が反乱を計画しているとの虚偽を捏造し、兵を率いて麦匝の諸族を攻撃した。諸族は恐れて、実際に反乱を起こした。指揮の陳傑らを殺し、松潘・畳渓を陥落させ、威州や茂州を包囲した。指揮の呉玉・韓整・高隆らが相次いで敗北し、明の西辺は騒然となった。宣徳帝は鴻臚寺丞の何敏や指揮の呉瑋を派遣して諸族の招諭に当たらせた。1427年（宣徳2年）7月、陳懐は総兵官となり、松潘の反乱平定を命じられた。劉昭・趙安・蔣貴の率いる軍数万を統率した。呉瑋らが松潘に到着したが、反乱軍は説得に応じず、帰順しなかった。呉瑋と龍州知州の薛継賢が反乱軍を討ち、松潘を奪回した。陳懐が到着すると、そのまま呉瑋を先鋒に用い、畳渓を奪回し、二十数寨を降した。1428年（宣徳3年）1月、松潘の諸族の反乱は鎮圧された。陳懐が左都督に進み、手厚い金幣を賜ったいっぽう、呉瑋の功績は記録されなかった。陳懐はそのまま四川に留まって駐屯した。民事に干渉し、賄賂を受けて罪人をかばい、屯田を侵奪し、僉事の柴震らを鞭打って辱めるなど、不法の限りを尽くして、幾度も言官の弾劾を受けた。1430年（宣徳5年）閏12月、宣徳帝は勅を下して陳懐を責め、御史の王礼の弾劾文を見せた。陳懐は罪を負ったが、不問に付された。
1431年（宣徳6年）、松潘の勒都・北定の諸族および空郎・龍渓の諸寨のチベット系諸族が再び反乱を起こした。陳懐は兵を派遣したが敗戦し、指揮の安寧ら死者三百人あまりを出した。陳懐は自ら兵を率いて深入りし、革児骨寨を破り、空郎乞児洞に進攻した。反乱軍を撃破し、多数を斬首した。革児骨の反乱軍が苗族を集めて戦いを挑むと、陳懐はこれを撃破して、殲滅虐殺した。任昌・牛心諸寨の諸族が降伏を願い出て、松潘の反乱は鎮圧された。1433年（宣徳8年）、巡按御史と按察使が陳懐の乱行を上奏した。陳懐は宣徳帝の怒りに触れて召還された。審問追及を受けて、罪は斬刑に当たるとされ、都察院の獄に下された。1434年（宣徳9年）、死刑を猶予されたものの、官職を罷免された。
1437年（正統2年）、陳懐は総兵官となり、大同に駐屯した。1439年（正統4年）、老齢のため北京に召還され、中府の事務を監理した。1444年（正統9年）春、中官の但住とともに古北口に進出し、ウリャンカイを討った。凱旋すると、征討の功績により、平郷伯に封じられた。1449年（正統14年）6月、京軍を大同・宣府で練兵した。7月、英宗の北征に従軍した。8月、土木でオイラト軍に包囲され、戦死した。平郷侯の位を追贈された。諡は忠毅といった。
子の陳輔が平郷伯の爵位を嗣いだ。